# Analyse séquentielle
En statistique, l'analyse séquentielle, ou test d'hypothèse séquentiel, est une analyse statistique où la taille de l'échantillon n'est pas fixée à l'avance. Plutôt, les données sont évaluées au fur et à mesure qu'elles sont recueillies, et l'échantillonnage est arrêté selon une règle d'arrêt prédéfinie, dès que des résultats significatifs sont observés.
Une conclusion peut ainsi parfois être atteinte à un stade beaucoup plus précoce que ce qui serait possible avec des tests d'hypothèse ou des estimations plus classiques, à un coût financier ou humain par conséquent inférieur.